# Paul Da Vinci
Paul Da Vinci (geboren als Paul Leonard Prewer, 18 mei 1951) is een Britse zanger en muzikant. 
Hij is vooral bekend als de leadzanger van de wereldhit "Sugar Baby Love" van de Rubettes uit 1974. Nog voor het uitkomen van deze single was Da Vinci opgestapt uit deze groep, en ging door als solo-zanger, alsmede demo- en sessiezanger. Zijn grootste solosucces is de hit "Your Baby Ain't Your Baby Anymore", die piekte op nummer 20 in het Verenigd Koninkrijk, plek 4 in zowel de Nederlandse Top 40 als de Nationale Hitparade en plek 5 in de Vlaamse Ultratop 50.

## Discografie

### Singles
| Single met eventuele hitnotering(en) in de Nederlandse Top 40 | Datum van verschijnen | Datum van binnenkomst | Hoogste positie | Aantal weken | Opmerkingen                  |
| ------------------------------------------------------------- | --------------------- | --------------------- | --------------- | ------------ | ---------------------------- |
| Your baby ain't your baby anymore                             |                       | 10-8-1974             | 4               | 11           | #4 in de Nationale Hitparade |
| If you get hurt                                               |                       | 16-11-1974            | 26              | 3            |                              |
| It hurts to be in love                                        |                       | 10-4-1976             | tip             |              |                              |

### NPO Radio 2 Top 2000
Van Paul Da Vinci stond alleen Your baby ain't your baby anymore in 2000 in de NPO Radio 2 Top 2000, op plek 1956.